# Crystal City (Misuri)
Crystal City es una ciudad ubicada en el condado de Jefferson en el estado estadounidense de Misuri. En el Censo de 2010 tenía una población de 4855 habitantes y una densidad poblacional de 410,45 personas por km².

## Geografía
Crystal City se encuentra ubicada en las coordenadas 38°13′17″N 90°22′50″O / 38.22139, -90.38056. Según la Oficina del Censo de los Estados Unidos, Crystal City tiene una superficie total de 11.83 km², de la cual 11.81 km² corresponden a tierra firme y (0.13%) 0.02 km² es agua.

## Demografía
Según el censo de 2010, había 4855 personas residiendo en Crystal City. La densidad de población era de 410,45 hab./km². De los 4855 habitantes, Crystal City estaba compuesto por el 93.16% blancos, el 3.67% eran afroamericanos, el 0.37% eran amerindios, el 0.64% eran asiáticos, el 0.02% eran isleños del Pacífico, el 0.29% eran de otras razas y el 1.85% pertenecían a dos o más razas. Del total de la población el 1.01% eran hispanos o latinos de cualquier raza.